# Sms

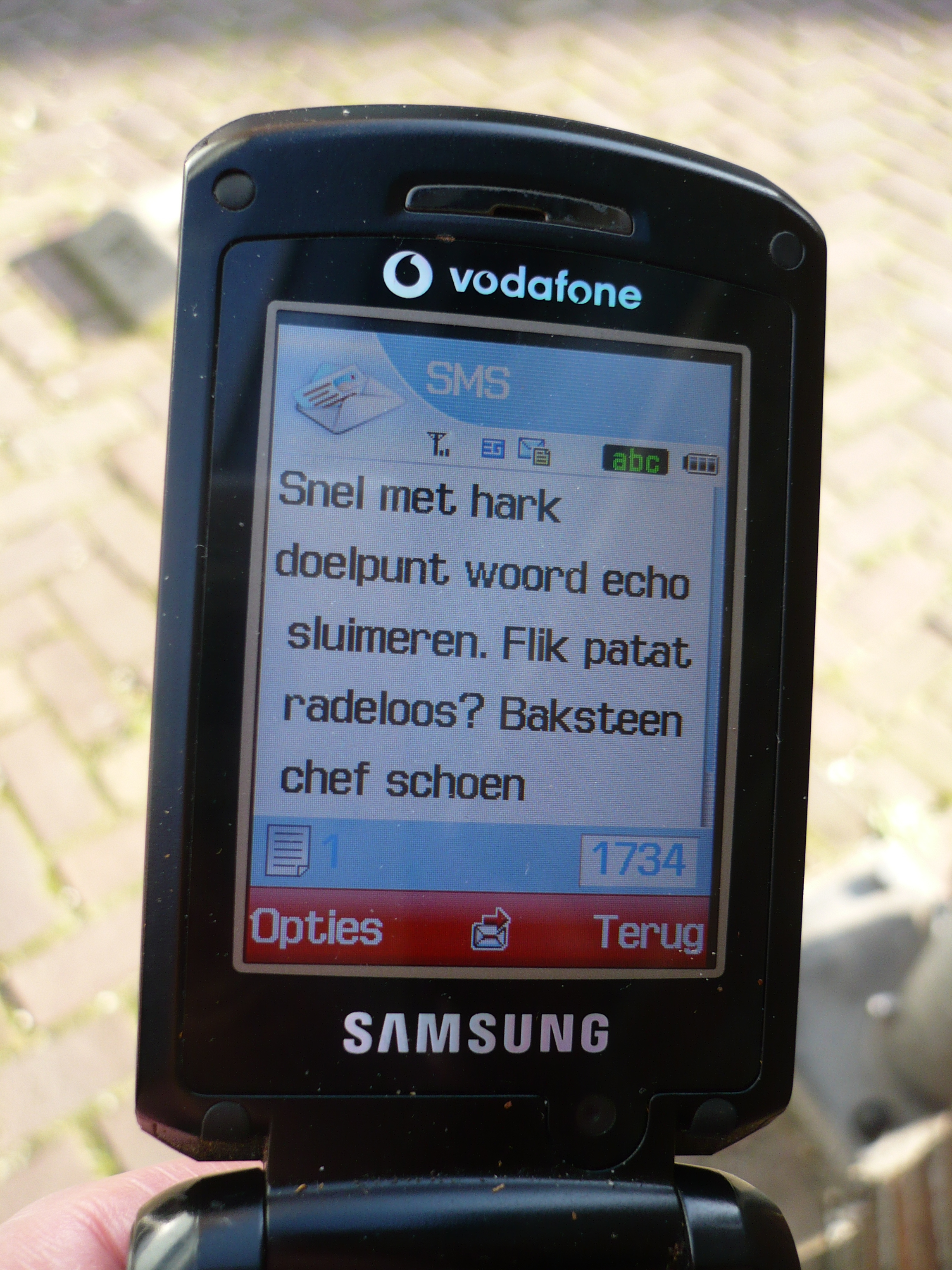
Het schrijven van een tekstbericht

Sms: een afkorting voor short message service is een dienst om met behulp van een mobiele telefoon korte berichten te versturen en te ontvangen. Sms was oorspronkelijk ontworpen als deel van gsm, maar is beschikbaar geworden voor een groot aantal typen mobiele netwerken, inclusief de UMTS-netwerken.
Een betaald sms-bericht is een bericht met een speciaal tarief of een tarief voor het ontvangen.

## Kenmerken van een sms-bericht
Een sms-bericht kan maximaal 140 bytes groot zijn. Hierin passen 160 tekens van 7 bits, 140 tekens van 8 bits, of 70 tekens van 16 bits voor talen zoals Chinees, Japans of Koreaans wanneer deze gecodeerd worden volgens de UTF-16-codering. (Zie ook Unicode.) Buiten de 140 bytes vallen de routeringsgegevens zoals afzender, prioriteit en bestemming. Er bestaan methoden om meerdere berichten te combineren voor het versturen van langere berichten. De gebruikers dienen echter per bericht van 140 bytes te betalen.
Bij het versturen van meerdere berichten worden extra data gebruikt om aan te geven dat het om een 'multi-part'-bericht gaat. Hiervoor worden 7 bytes (of acht 7 bitstekens) van elk bericht gebruikt. Bij het versturen van een bericht dat uit twee sms-berichten bestaat, kunnen niet 320 (= 2 × 160) maar 304 (= 2 × (160-8)) tekens worden verzonden.

## Automatische verwerking van sms-berichten
Soms wordt men uitgenodigd een korte standaardtekst naar een bepaald nummer (vaak een short code) te sms'en, zodat het sms'je automatisch verwerkt kan worden. Dit wordt vooral toegepast bij betaalde sms-berichten.

## Transport van een sms-bericht
Sms wordt normaal gesproken getransporteerd over het signaleringskanaal en kan daarom afgeleverd worden aan de gebruiker terwijl deze een mobiel telefoongesprek voert. Het is ook mogelijk om de sms-berichten te versturen via GPRS en daarmee sneller en zonder het signaleringskanaal te gebruiken sms-berichten te transporteren over het mobieletelefoonnetwerk.
Sms-berichten worden vanuit de mobiele telefoon naar de berichtencentrale (Engels: SMSC) gestuurd. Deze slaat het bericht op en poogt meerdere keren het bericht af te leveren. Na een in te stellen tijd (standaard drie dagen) wordt het bericht gewist. Het is mogelijk om een bevestiging van de aflevering van een sms-bericht te verkrijgen van de berichtencentrale.

## Populariteit van sms
Sms werd vooral veel gebruikt door jongeren, omdat het vaak (afhankelijk van het abonnement of prepaid/sim-onlypakket en de gekozen bel- en sms-'bundels') relatief goedkoop is ten opzichte van de kosten van een mobiel telefoongesprek, en omdat het mogelijk is berichten te versturen in omgevingen waar het onmogelijk is te spreken, zoals in een discotheek. In het bedrijfsleven is sms meer gebruikelijk geworden, waar men een sms stuurt in plaats van het inspreken van een voicemail wanneer iemand onbereikbaar is.
Ook door veel doven en slechthorenden wordt sms als communicatiemiddel gebruikt. De mobiele telefoon kan trillen als hij een sms-bericht ontvangt. De berichten kunnen gelezen worden, dus het gehoor is niet nodig.
Sms-berichten kunnen als veiligheidsmaatregel worden ingezet, bij het inloggen in een webapplicatie (bijvoorbeeld de DigiD). Men moet het toegestuurde eenmalig te gebruiken wachtwoord invoeren als extra authenticatiemiddel.
Vanwege de beperkingen van het toetsenbord van een mobiele telefoon en de limiet op het aantal tekens maken sms-gebruikers vaak gebruik van afkortingen (zie ook internetjargon). Met voorspellende software die probeert de ingevoerde woorden te raden, zoals T9 van AOL, wordt getracht het invoeren van teksten met behulp van de cijfertoetsen te vergemakkelijken en de noodzaak van het gebruik van afkortingen te verminderen.
Sinds de zomer van 2011 worden er steeds minder sms-berichten verstuurd. De oorzaak is de opkomst van de smartphone met mobiel internet (zie ook verderop). Het aantal verstuurde sms'jes in Nederland daalde in het laatste kwartaal van 2014 tot onder de symbolische grens van 1 miljard. In het eerste kwartaal van 2016 werden nog maar 760 miljoen sms'jes verstuurd.

## Versturen vanaf een website
Er bestaan websites via welke men een sms-bericht kan versturen. Dit is meestal gratis, hoewel er soms reclame wordt toegevoegd aan het verstuurde sms-bericht. De klant gebruikt op die manier het toetsenbord van zijn computer in plaats van dat van de mobiele telefoon.
Het versturen van sms'jes wordt niet alleen door individuen, maar ook door bedrijven en instellingen gedaan. Met behulp van een sms-gateway kunnen in grote (100 stuks) tot extreem grote (100.000 stuks of meer) aantallen sms-berichten worden verzonden, aan bijvoorbeeld de medewerkers van een bedrijf.

## Gratis ontvangen van sms-berichten
Soms moet er worden betaald door de ontvanger van een sms.
Het ontvangen van een gewone sms, die van de ene mobiele telefoon naar een andere wordt gestuurd, is daarentegen altijd gratis.
Vaak ontvangt men een sms van een telefoonbedrijf, bijvoorbeeld om een kortingsactie aan te kondigen. Wie naar het buitenland reist, krijgt haast altijd direct na het passeren van een landsgrens een sms'je van een plaatselijk telefoonbedrijf dat de contractuele roamingpartner is van de eigen telefoonprovider. Deze berichten zijn meestal gratis.
In Nederland gebruikte ING, als de klant dat wenste, gratis sms'jes om de zogenoemde TAN-codes te versturen die nodig waren voor "Mijn ING"-internetbankieren. Deze dienst werd in 2019 uitgefaseerd.

## Invloed op de gezondheid
Bij het gebruik van een mobiele telefoon rust dit apparaat in de handpalm en wordt daar ingeklemd met behulp van de vingers. Een sms-bericht wordt nu met de duim van dezelfde hand ingetikt. Sinds de introductie van deze apparatuur is er een toename van aandoeningen aan en om de duimgewrichten geconstateerd. Men spreekt van een sms-duim. Deze aandoening kan gecategoriseerd worden als RSI. Of de straling die een mobiele telefoon produceert schadelijk is voor de gezondheid is nog onduidelijk.

## Opvolgers van sms

#### mms
Als opvolger van sms is mms aangewezen. Mms staat voor Multimedia Messaging Service. Via mms kunnen berichten met tekst, geluid, plaatjes of zelfs videobestanden verstuurd worden. Mms wordt verstuurd via een GPRS-netwerk. Mms is echter nooit zo populair geworden als sms.

#### Mobiel internet
Berichten kunnen worden verstuurd via mobiel internet, bijvoorbeeld als e-mail en met de online berichtenapplicaties WhatsApp en Ping, die sinds de zomer van 2011 aan populariteit hebben gewonnen, ten koste van sms. Afhankelijk van het abonnement of prepaid/sim-onlypakket, de gekozen sms- en/of internetbundels, en of men over een bundel heen gaat, kan dit relatief goedkoop zijn ten opzichte van sms. Sinds de herfst van 2011 hebben providers mobiel internet wel duurder gemaakt en worden sms-bundels soms relatief goedkoop aangeboden.

## Valse berichten
In Nederland wordt overwogen het versturen van sms-berichten onder een vals telefoonnummer of andere identiteitsfraude als zelfstandig delict strafbaar te stellen. Ook nu al kan bij misbruik van identiteitsgegevens aangifte worden gedaan van strafbare feiten zoals bijvoorbeeld belediging, bedreiging, oplichting of belaging.

## Stealth sms
Door een stealth sms naar een mobiele telefoon te sturen, kan zijn positie worden bepaald zonder dat de houder van de telefoon iets merkt.

## Synchroon sms'en
Mede door commerciële campagnes en de lage prijs van sms-bundels wordt sms meer en meer gebruikt als synchroon communicatiemiddel (zoals instant messaging en videoconferencing) en in mindere mate als asynchroon communicatiemiddel (zoals e-mail en discussiefora). Iemand die de hele dag sms't en ge-sms't wordt, komt bij sommige mensen over als populair en belangrijk. Telecombedrijven spelen hierop in door in reclame het synchrone sms'en te verheerlijken.

## Trivia
- Er bestaat een wereldkampioenschap sms'en. In 2010 won het team uit Zuid-Korea met 7,25 karakters per seconde.
- De Nokia-beltoon die klinkt als een sms wordt ontvangen (3 korte piepjes, 2 lange en weer 3 korte) is morsecode voor de letters sms.[5]
- Het allereerste sms-bericht werd op 3 december 1992 door Neil Papworth naar Richard Jarvis verzonden en bevatte de tekst "Merry Christmas".[6]
- In januari 2001 werd Joseph Estrada gedwongen af te treden als president van de Filipijnen. De campagne tegen hem was gecoördineerd met behulp van 'sms-kettingbrieven'.
- In juli 2001 besloot de Maleisische overheid dat een islamitische echtscheiding (die bestaat uit het drie keer uitspreken van "ik scheid van jou") ongeldig is als deze per sms wordt verstuurd.
- Bij veel televisieprogramma's en -wedstrijden is het mogelijk om via sms te stemmen voor een van de kandidaten (zie Televoting).